# クイズ&ゲーム太郎と花子
『クイズ&ゲーム太郎と花子』（クイズアンドゲームたろうとはなこ）は、1990年10月24日から1992年3月25日までフジテレビ系列局で放送されていたフジテレビとホリプロ制作のクイズ番組・ゲーム番組である。放送時間は毎週水曜 19:30 - 19:58 （日本標準時）。

## 概要
1対の巨大ボードを用いた神経衰弱クイズで、各回のゲストを交えて男女対抗の2チームで対戦していた。巨大ボードの片方には太郎の絵が、もう片方には花子の絵が描かれている。
「太郎サイド」が男性チーム、「花子サイド」が女性チームとなった。
この番組は音声多重放送で放送されており、副音声ではルー大柴による実況中継を聞くことができた。しかし、一部のネット局が音声多重放送に対応していないとの理由で、末期には特に何の趣向も凝らさないモノラル放送になった。番組の最後には、太郎パネルと花子パネルの隙間を飛ぶ物体や人物パネルを当てる「フライングゲーム」という名物コーナーがあった。これは後継番組の『クイズ!超選択』でも、マイナーチェンジをした上で引き続き行われていた。
1991年4月には、ワニブックスから番組の絵本が発売された（ISBN 4-8470-2184-3）。また、番組のボードゲームも発売された。

## 出演者
- 吉村明宏
- TARAKO → 田中義剛
- ルー大柴 - 副音声による解説を担当。

## ルール

### 基本ルール
- 先攻・後攻は中期まではじゃんけんで、末期では顔面くずしクイズ（後述）で決めていた。
- 「太郎サイド」「花子サイド」2枚のボードを使った巨大神経衰弱を行い、獲得した金額が多かったチームが勝利である。
  - 初期・中期は2回行っていたが、末期では顔面くずしクイズ（後述）が導入されたため、神経衰弱は1回になった。
- 勝ったチームは獲得した賞金を賭けて「フライングゲーム」に挑戦。二つのボードの裏の隙間を通過した物体（あるいは人物のパネル）は何か（誰か）を当てれば賞金獲得[2]。不正解だと半減され[3]、減らされた分は1人1万円ずつ視聴者プレゼント[4]。また正解・不正解に関わらず、勝利チームの賞金の1割はチャリティー（FNSチャリティーキャンペーン）に回される。

### 神経衰弱
- 「太郎サイド」「花子サイド」はそれぞれ縦4マス×横3マスの12マスに分割されており、両サイド1マスずつパネルをめくり、対になる言葉を組み合わせていく。
例「英語」がテーマだった場合、太郎サイド：apple → 花子サイド：りんご

### 顔面くずしクイズ
- ある人物の顔写真を12分割してバラバラにしたものが太郎サイドに表示されている。
- 1枚ずつ花子サイドに、元の位置へ置き直されるので、その人物は誰かを当てる。
- 12万円からスタートし、誰かが間違える度に1万円ずつ減額。正解した段階での賞金が獲得できる。

## 賞金とペナルティの変遷
- 1回戦での先攻の番のみ、一発で組み合わせを当てることができれば、「ホールインワン賞」として総額100万円の賞品を獲得できる。

### 初期
- 1回戦は、太郎側のパネルに数字（10～50）が書かれており、そのパネルを的中させると数字分の得点を獲得できる。
- 2回戦は、1ペア的中につき10点獲得。横一列6枚のうち、最後にパネルを的中させたチームにボーナス50点獲得。得点の多いチームが先攻。残り1枚で横一列が揃う状態になるとリーチになり、パネルの左右端が光る。
- 賞金は獲得点数1点×1000円。

### 前期
- 1回戦は、パネルごとに賞金(1万円～5万円、一時期0円というのもあった)が異なり、的中させた場合そのパネルの賞金を獲得できる。
- 2回戦は、的中させたペア数に応じて賞金を獲得。(1枚に付き、一律1万円)。さらに、自分の当てたパネルによって横一列6枚が全てめくれたらボーナス賞金(5万円)を獲得。

### 中期
- 1回戦は、パネルごとに賞金が異なり、的中させた場合そのパネルの賞金を獲得。最高金額のパネルにはドクロマークが付いており、もし太郎サイドでそれをめくった場合、花子サイドで正しい対となる言葉（のパネル）を的中させる事が出来なければ、全額没収（御破算）となる。なお、太郎サイドでドクロマークでないパネルをめくり、花子サイドでたまたまドクロマークの対にあたるパネル（ドクロマークが描かれている）をめくってしまった場合も全額没収となる。(ただし、ホールインワン賞で獲得した商品は没収の対象にならない。)。しかしその分賞金も、全てのパネルの中で最高額（10万円→5万円）である。
- 逆に両サイドにハートが隠れており、太郎サイドのハートをめくると、「ラッキーハート」として自動的に花子サイドのハートのパネルもめくれて賞金獲得（3万円）となる。（花子サイドのハートはひいてもハズレ）。
  - ペアの内訳は、1万円7組、3万円4組（うち1組はラッキーハート）、ドクロ1組。（但し、ラッキーハートが入る前は1万円8組、3万円3組、ドクロ1組だった｡）
- 2回戦は、初期2回戦と同様のルール。
- なお、当初は1回戦と2回戦が逆だった（横1列ボーナスは3万円）。

### 末期
- 「顔面くずしクイズ」導入により、中期までの1回戦と2回戦のルールを統合した様なルールの1回勝負となった。
- パネルごとに賞金が異なり（1万円7組、3万円4組、5万円1組）、的中させた場合そのパネルの賞金を獲得。さらに、自分の当てたパネルによって横一列6枚が全てめくれたらボーナス賞金(5万円)を獲得。残り1枚で横一列が揃う状態になるとリーチになり、パネルの左右端が光る。
- ラッキーハートおよびドクロは廃止。ただしパネルが5組開いた時点で、1回間違えるたびにイタイワニというロシアンルーレット式のおもちゃに挑戦しなければならない。ワニの歯を1本抜いて、口が閉まらなければセーフ。万が一閉まった場合は全額没収。（黒ひげ危機一発と類似）。どちらかがワニの口を閉めた場合、それ以降イタイワニは行われない。

### 子供大会
- 夏休みの時期には間下このみや杉木康二の子役をリーダーに、3人1組で子供大会が開催される場合があった｡この場合は賞金ではなく、トップ賞を賭けた対戦となるので金額ではなく、得点を稼ぐ形となる（普段は1万円となる所が、1万点となる）。賞品は3種類のおもちゃが3人分だが、フライングゲームで不正解だと、3種類のおもちゃを1人分しか貰えなくなる｡

## エピソード
- 山瀬まみがゲストだった回、最初の神経衰弱で彼女からはじめ、そのまま一度も間違えずに全問正解してしまったことがある。
- フジテレビアナウンサーとTBSアナウンサーによる対抗戦を行ったことがあり、小林豊と福島弓子がTBS代表チームとして参加していた。
- フライングゲームで優勝者が正解した場合は吉村若しくは優勝者が視聴者の皆さんに、「今週おこづかいプレゼントを期待していた皆さん、申し訳ありませんでした。」とお詫びの挨拶をしていた。
- 当時、当番組の放送前は「ドラゴンボールZ」が放送していたため、番組冒頭で吉村が「いや～、ドラゴンボールZ面白かったですね～。」と言っていた。

## 番組キャラクターイラスト
- 初期には勝川克志が、中期からはかみやたかひろが担当していた。共に漫画家である。

## スタッフ
- 構成：高橋秀樹、富樫ゆたか、山崎純、長田充、外山信行
- 問題作成：クリア、ペンハウス
- 音楽：鈴木宏昌
- 技術：飯沢孟
- TD：吉田勝美
- SW：毛利敏彦
- カメラ：蛭田英和
- 映像：吉田孝雄、池田健二、米田晴夫
- 音声：南英一
- 照明：金沢利徳
- 編集：植松保光（ビデオフォーカス）
- MA：田口裕貴（ビデオフォーカス）
- 音効：梅田堅
- 美術制作：上村正三
- セットデザイン：越野幸栄（フジテレビ）
- 美術進行：林勇、壹直紀
- 大道具：山本亮
- アクリル装飾：山下浩司
- 電飾：荒井洋
- 生花：京花園
- 写真・スライド：ミニット
- スタイリスト：菅原田鶴子
- ヘアメイク：大山きみ子
- タイトル：岩沢千代乃
- 企画・編成：宅間秋史（フジテレビ）
- AP：茨木勝美（ホリプロ）
- ディレクター：矢野義幸、影沼沢聖紀
- プロデューサー：森川真行・森章（ホリプロ）、王東順（フジテレビ）
- 技術協力：八峯テレビ
- 美術協力：フジアール
- 収録スタジオ：浜町スタジオ
- 企画制作：ホリプロ
- 制作著作：フジテレビ

## ネット局
系列は当番組終了時（1992年3月）のもの。
| 放送対象地域  | 放送局             | 系列                                         | ネット形態 | 備考   |
| ------------- | ------------------ | -------------------------------------------- | ---------- | ------ |
| 関東広域圏    | フジテレビ         | フジテレビ系列                               | 同時ネット | 制作局 |
| 北海道        | 北海道文化放送     | フジテレビ系列                               | 同時ネット |        |
| 岩手県        | 岩手めんこいテレビ | フジテレビ系列                               | 同時ネット | [ 5 ]  |
| 宮城県        | 仙台放送           | フジテレビ系列                               | 同時ネット |        |
| 秋田県        | 秋田テレビ         | フジテレビ系列                               | 同時ネット |        |
| 山形県        | 山形テレビ         | フジテレビ系列                               | 同時ネット | [ 6 ]  |
| 福島県        | 福島テレビ         | フジテレビ系列                               | 同時ネット |        |
| 新潟県        | 新潟総合テレビ     | フジテレビ系列                               | 同時ネット |        |
| 長野県        | 長野放送           | フジテレビ系列                               | 同時ネット |        |
| 静岡県        | テレビ静岡         | フジテレビ系列                               | 同時ネット |        |
| 富山県        | 富山テレビ         | フジテレビ系列                               | 同時ネット |        |
| 石川県        | 石川テレビ         | フジテレビ系列                               | 同時ネット |        |
| 福井県        | 福井テレビ         | フジテレビ系列                               | 同時ネット |        |
| 中京広域圏    | 東海テレビ         | フジテレビ系列                               | 同時ネット |        |
| 近畿広域圏    | 関西テレビ         | フジテレビ系列                               | 同時ネット |        |
| 島根県 鳥取県 | 山陰中央テレビ     | フジテレビ系列                               | 同時ネット |        |
| 広島県        | テレビ新広島       | フジテレビ系列                               | 同時ネット |        |
| 岡山県 香川県 | 岡山放送           | フジテレビ系列                               | 同時ネット |        |
| 愛媛県        | テレビ愛媛         | フジテレビ系列                               | 同時ネット |        |
| 福岡県        | テレビ西日本       | フジテレビ系列                               | 同時ネット |        |
| 佐賀県        | サガテレビ         | フジテレビ系列                               | 同時ネット |        |
| 長崎県        | テレビ長崎         | フジテレビ系列                               | 同時ネット |        |
| 熊本県        | テレビ熊本         | フジテレビ系列                               | 同時ネット |        |
| 大分県        | テレビ大分         | フジテレビ系列 日本テレビ系列 テレビ朝日系列 | 時差ネット |        |
| 宮崎県        | テレビ宮崎         | フジテレビ系列 日本テレビ系列 テレビ朝日系列 | 同時ネット |        |
| 鹿児島県      | 鹿児島テレビ       | フジテレビ系列 日本テレビ系列                | 時差ネット |        |
| 沖縄県        | 沖縄テレビ         | フジテレビ系列                               | 同時ネット |        |

## ネット局に関する備考
- テレビ長崎は、フジテレビ系列・日本テレビ系列クロスネット局時代の1990年9月までは日本テレビの『どちら様も!!笑ってヨロシク』を同時ネットで放送していたが、フジテレビ系列フルネット局に移行した同年10月からこの番組（この番組が開始された時期）以降はフジテレビの番組を同時ネットで放送している。